# Franchise (sport)
Franchise in de sport is een term waarmee wordt aangeduid dat een team of een competitie/divisie een bepaalde structuur heeft. Franchise komt voornamelijk voor in de Verenigde Staten en Canada en is in Europa en de rest van de wereld hoogst ongebruikelijk, enkele uitzonderingen daargelaten.
Franchise (of franchising) houdt in dat een competitie zodanig is opgemaakt dat teams een plaats in die competitie kunnen kopen. Een promotie/degradatieregeling is in die competities niet of in beperkte vorm voorhanden. De organisatie van de competitie en de voorzitters van de verenigingen hebben het op deze manier voor het zeggen wat betreft de samenstelling van de competitie, in tegenstelling tot non-franchise competities, waar een slecht seizoen mogelijk tot degradatie kan leiden.
Het concept stamt uit de Major League Baseball, waarna het systeem zich snel verspreidde over de andere sporten in de Verenigde Staten. De hoogste divisies aldaar zijn gelimiteerd aan het aantal teams dat in die competitie/divisies uit kunnen komen, daarbij is het een gesloten systeem, zonder promotie en degradatie. De clubs die in die competities actief zijn hebben hun plaats daarin gekocht en raken die pas weer kwijt wanneer zij niet meer aan de jaarlijkse kosten kunnen of willen voldoen. Pas dan komt er een plaats vrij voor een ander team. Een uitzondering op deze regel is wanneer een organisatie besluit de competitie uit te breiden met meer teams. Wanneer er een plaats vrij is, zullen de diverse clubs die de plaats willen innemen door middel van een veilingssysteem tegen elkaar opbieden, totdat er slechts één gegadigde overblijft. Een team dat een plaats in een franchise competitie heeft, krijgt een franchise-status.
Behoudens het kopen van een plaats en de jaarlijkse contributie die daar bijhoort heeft een club geen financiële regelingen. De organisatie van de competitie regelt alles. Wanneer een club bijvoorbeeld een of meerdere spelers wil kopen en/of verkopen, zal de cluborganisatie dit eerst dienen te overleggen met de organisatie van de competitie om toestemming te krijgen.

## Competities die werken volgens het franchise-systeem

### Noord-Amerika
- Major League Baseball (MLB) - Honkbal
- Major League Soccer (MLS) - Voetbal
- National Basketball Association (NBA) - Basketbal
- National Football League (NFL) - American football
- National Hockey League (NHL) - IJshockey

### Australië
- Australian Football League (AFL) - Australian Football
- National Rugby League (NRL) - Rugby League
- A-League - Voetbal
- National Basketball League (NBL) - Basketball
- National Rugby Championship (NRC) - Rugby union

### Europa
- Bundesliga - Voetbal (hoogste divisie in Duitsland), tot 1965
- NFL Europa - American football
- Rugby Super League (Engeland) - Rugby League (hoogste divisie in Engeland), 2009-2015
- Rugby Super League (Frankrijk) - Rugby League (hoogste divisie in Frankrijk), 2009-2015

### India
- Hockey India League - Hockey
- Indian Premier League - Twenty20 cricket

### Japan
- Nippon Professional Baseball (NPB) - Honkbal

### Zuidelijk halfrond
- Super Rugby - Rugby union